# 瓦里里山
17°10′55″S 70°01′25″W / 17.18194°S 70.02361°W

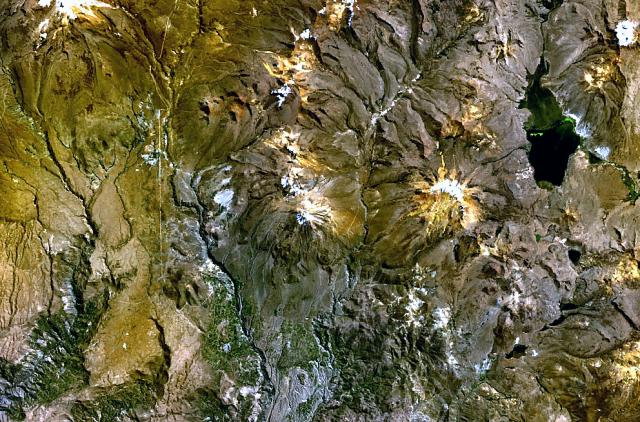

瓦里里山（Wariri），是秘魯的山峰，位於該國南部塔克納大區，由塔拉塔省的蘇薩帕亞區負責管轄，屬於安地斯山脈的一部分，海拔高度4,800米。